# Campeonato do Mundo de Polo de 1995
O Campeonato do Mundo de Polo de 1995 foi a quarta edição do maior torneio de polo do mundo, disputado em São Moritz, na Suíça, de 22 a 30 de Julho de 1995. O torneio foi vencido pela Brasil, que conquistou o seu primeiro título. Este evento reuniu seis equipes de todo o mundo e teve como sede o St. Mortiz Polo Club.

## Qualificação
Um total de 6 vagas foram oferecidas para o torneio, sendo que a Argentina por ser a defensora do título e a Suíça por ser sede do torneio não participaram dos torneios qualificatórios e qualificaram-se automaticamente.
O Zimbábue foi campeão do torneio qualificatório de sua zona, porém decidiu não participar do torneio, a sua vaga foi repassada à Índia, por meio de wild card, totalizando seis participantes, o mesmo total de participantes da última edição.
|                 | América do Norte e Central                           | América do Sul                                          | Europa                                   | África, Ásia e Oceania                          |
| --------------- | ---------------------------------------------------- | ------------------------------------------------------- | ---------------------------------------- | ----------------------------------------------- |
| Sede do torneio | Cidade do México, México                             | Montevideo, Uruguai                                     | Gloucestershire, Inglaterra              | Harare, Zimbabwe                                |
| Participantes   | - Canadá - Costa Rica - Guatemala - Jamaica - México | - Brasil - Chile - Colômbia - Paraguai - Peru - Uruguai | - Espanha - França - Inglaterra - Itália | - África do Sul - Austrália - Zâmbia - Zimbabwe |
| Qualificados    | - México                                             | - Brasil                                                | - Inglaterra                             | - Zimbabwe                                      |

## Campeonato
Qualificados as 6 equipas, elas foram alocadas em dois grupos com 3 participantes cada. Os times deveriam jogar uma partida contra os outros dois do grupo, os dois melhores colocados avançariam à fase semifinal e os terceiros colocados de cada grupo disputariam uma terceira partida entre si para determinar as posições 5ª e 6ª do torneio.

### Grupo A
| Pos | Equipe    | J | V | D | GP | GC | SG  | Pts | Classificado |
| --- | --------- | - | - | - | -- | -- | --- | --- | ------------ |
| 1   | Argentina | 2 | 2 | 0 | 24 | 8  | +16 | 4   | Semi finais  |
| 2   | México    | 2 | 1 | 1 | 10 | 12 | −2  | 2   | Semi finais  |
| 3   | Suíça     | 2 | 0 | 2 | 8  | 22 | −14 | 0   |              |

|  | Suíça | 5–15 | Argentina | St. Mortiz Polo Club, São Moritz |
|  |       |      |           |                                  |

|  | Argentina | 9–3 | México | St. Mortiz Polo Club, São Moritz |
|  |           |     |        |                                  |

|  | México | 7–3 | Suíça | St. Mortiz Polo Club, São Moritz |
|  |        |     |       |                                  |

### Grupo B
| Pos | Equipe     | J | V | D | GP | GC | SG  | Pts | Classificado |
| --- | ---------- | - | - | - | -- | -- | --- | --- | ------------ |
| 1   | Brasil     | 2 | 2 | 0 | 16 | 12 | +4  | 4   | Semi finais  |
| 2   | Inglaterra | 2 | 0 | 2 | 17 | 27 | −10 | 0   | Semi finais  |
| 3   | Índia      | 2 | 1 | 1 | 11 | 15 | −4  | 2   |              |

|  | Brasil | 10–8 | Inglaterra | St. Mortiz Polo Club, São Moritz |
|  |        |      |            |                                  |

|  | Inglaterra | 9–7 | Índia | St. Mortiz Polo Club, São Moritz |
|  |            |     |       |                                  |

|  | Índia | 4–6 | Brasil | St. Mortiz Polo Club, São Moritz |
|  |       |     |        |                                  |

## Fase final

### Disputa pelo 5º lugar
|  | Suíça | 11–15 | Índia | St. Mortiz Polo Club, São Moritz |
|  |       |       |       |                                  |

### Meias finais
|  | Argentina | 15–10 | Inglaterra | St. Mortiz Polo Club, São Moritz |
|  |           |       |            |                                  |

|  | Brasil | 10–6 | México | St. Mortiz Polo Club, São Moritz |
|  |        |      |        |                                  |

### Disputa pelo 3º lugar
|  | Inglaterra | 10–11 | México | St. Mortiz Polo Club, São Moritz |
|  |            |       |        |                                  |

### Final
|  | Argentina                                                             | 10–11 | Brasil                                                                   | St. Mortiz Polo Club, São Moritz |
|  | Gonzalo von Wernicke Lucas Ponteverde Javier Novillo Ignacio Figueras |       | Olavo Novaez Ubajara Andrade Eduardo Junqueira Luizz C. Figuera de Mello |                                  |

### Chaveamento
|  | Semifinais   | Semifinais   |    |              | Final          | Final |  |
|  |              |              |    |              |                |       |  |
|  | São Maurício |              |    |              |                |       |  |
|  | Argentina    | 15           |    |              |                |       |  |
|  | Inglaterra   | 10           |    |              |                |       |  |
|  |              |              |    |              |                |       |  |
|  |              |              |    |              | São Maurício   |       |  |
|  |              |              |    |              | Argentina      | 10    |  |
|  |              | Brasil       | 11 |              |                |       |  |
|  |              |              |    |              |                |       |  |
|  |              |              |    |              |                |       |  |
|  |              |              |    |              | Terceiro lugar |       |  |
|  | São Maurício | São Maurício |    | São Maurício | São Maurício   |       |  |
|  | Brasil       | 10           |    | Inglaterra   | 10             |       |  |
|  | México       | 6            |    |              | México         | 11    |  |

| IV Campeonato do Mundo de Polo · Brasil · Primeiro título |

| Posição | Equipa     |
| ------- | ---------- |
| 2       | Argentina  |
| 3       | México     |
| 4       | Inglaterra |
| 5       | Índia      |
| 6       | Suíça      |